# Carrousel du Louvre
Carrousel du Louvre je podzemní obchodní centrum v Paříži pojmenované podle náměstí Place du Carrousel, pod kterým se rozkládá. Nachází se v 1. obvodu pod náměstím a je propojeno s Louvrem a stanicí Palais Royal – Musée du Louvre pařížského metra. Centrum bylo otevřeno 15. října 1993. Jeho majitelem je společnost Unibail-Rodamco.

## Technické údaje
Nákupní centrum má dvě podlaží s celkovou plochou 10 200 m2. Je zde přes 35 obchodů (např. Virgin Megastore, Sephora, Loisir & Création, Résonances, Nature & Découvertes, Esprit a první Apple Store ve Francii). Jeho součástí je i kongresový a výstavní sál (koná se zde např. Paris Photo) a také podzemní parkoviště s 615 parkovacími místy.